# Дуэты (сборник)
«Дуэты» — сборник дуэтных песен Григория Лепса.
Сборник состоит из двух дисков (CD и DVD). CD включает 12 популярнейших дуэтов, записанных совместно с известными российскими исполнителями: Валерием Меладзе, Тимати, Ириной Аллегровой, Александром Розенбаумом и др., в том числе ранее неиздававшиеся дуэты «Не жди меня» (со Славой) и «Реквием по любви» (с Тимати). На 6 песен из сборника (CD) были сняты видеоклипы, которые представлены на втором DVD-диске сборника «Дуэты».

## Список композиций

### CD
1. «Обернитесь» (c Валерием Меладзе)
2. «Не жди меня» (со Славой)
3. «Реквием по любви» (с Тимати)
4. «Я тебе не верю» (с Ириной Аллегровой)
5. «Измены» (с Викторией Ильинской)
6. «Гоп-стоп» (с Александром Розенбаумом)
7. «Птица-молодость моя» (с Дианой Гурцкаей)
8. «Она не твоя» (со Стасом Пьехой)
9. «Свои» (с группой «Любэ»)
10. «Ангел завтрашнего дня» (с Ириной Аллегровой)
11. «Лондон» (с Тимати)
12. «Вечерняя застольная» (с Александром Розенбаумом и Иосифом Кобзоном)

### DVD
1. «Обернитесь» (c Валерием Меладзе)
2. «Я тебе не верю» (с Ириной Аллегровой)
3. «Измены» (с Викторией Ильинской)
4. «Она не твоя» (со Стасом Пьехой)
5. «Лондон» (с Тимати)
6. «Вечерняя застольная» (с Александром Розенбаумом и Иосифом Кобзоном)